# Teleosaurus
Teleosaurus es un género extinto de saurópsidos (reptiles) talatosuquios, es decir parientes lejanos de los cocodrilos actuales adaptados a la vida oceánica, que vivió durante el Jurásico Medio en Europa. Perdieron la pesada coraza ósea, y su piel se volvió mucho más lisa y resbaladiza. Las patas eran palmeadas, semejantes a aletas. La cola se hizo más fina y larga, también más parecida a una aleta. Pero debían subir a la superficie para respirar aire, como las ballenas actuales. Eran tan feroces como sus parientes de agua dulce, y algunos podían comer muchos tipos de animales.

## Características

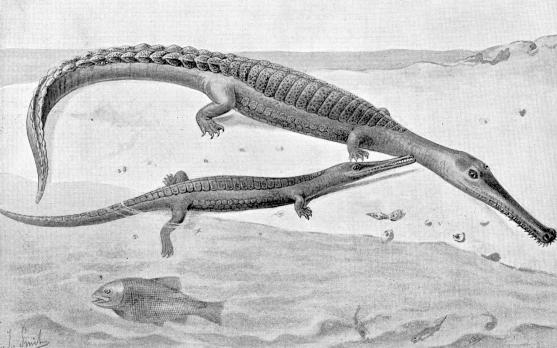
Ilustración de Teleosaurus, 1894.

Tenía un cuerpo hidrodinámico. Varias hileras de dientes como agujas les servían para capturar peces y calamares escurridizos. Con el tiempo, su piel se volvió más lisa y tuvieron que pasar la mayor parte de su vida en el agua. Como las tortugas acuáticas, sólo subía a la orilla para desovar. Los ojos en la parte superior de la cabeza le servían para poder ver sobre el agua. Medía poco más de 4 metros.

## Reproducción

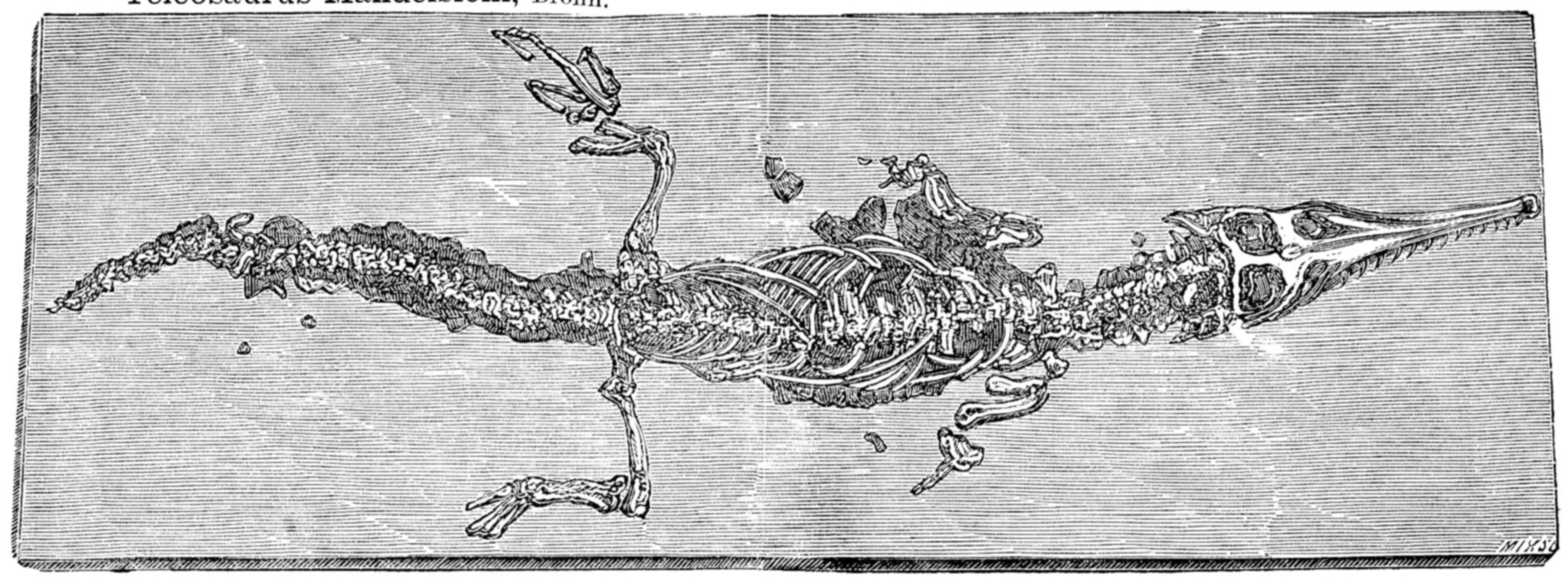
Fósil de Teleosaurus.

Algunas especies de cocodrilo marino incubaban los huevos en el interior. Dentro del vientre, las crías rompían el cascarón. Salían del huevo, y luego de la madre, completamente formadas y listas para nadar, respirar y comer. En la actualidad, las serpientes marinas y algunas especies de peces, anfibios y tiburones dan a luz de esa manera. Todos ellos son llamados ovovivíparos. Los cocodrilos marinos seguramente lo eran.

## Extinción
El grupo entero de cocodrilos marinos vivió hasta poco tiempo tras el fin del período Jurásico. Durante el Cretácico fueron reemplazados por los pliosaurios y los mosasaurios. Igualmente, muchos tipos de peces que servían de alimento a muchos cocodrilos marinos fueron reemplazados por otros tipos de peces. Los cocodrilos marinos se extinguieron mucho antes que el último de los dinosaurios no avianos.